# Blepephaeus mindanaoensis
Blepephaeus mindanaoensis är en skalbaggsart som först beskrevs av Schultze 1920.  Blepephaeus mindanaoensis ingår i släktet Blepephaeus och familjen långhorningar.
Artens utbredningsområde är Filippinerna. Inga underarter finns listade.